# Euaugaptilus penicillatus
Euaugaptilus penicillatus är en kräftdjursart som beskrevs av Georg Ossian Sars 1920. Euaugaptilus penicillatus ingår i släktet Euaugaptilus och familjen Augaptilidae. Inga underarter finns listade i Catalogue of Life.